# Rozsdásarcú papagáj
A rozsdásarcú papagáj (Hapalopsittaca amazonina) a madarak osztályának papagájalakúak (Psittaciformes) rendjébe és a papagájfélék (Psittacidae) családjába tartozó faj.

## Rendszerezése
A fajt Marc Athanese Parfait Oeillet Des Murs francia amatőr ornitológus írta le 1845-ben, a Psittacus nembe Psittacus amazoninus néven.

## Alfajai
- Hapalopsittaca amazonina amazonina (Des Murs, 1845)
- Hapalopsittaca amazonina theresae (Hellmayr, 1915)
- Hapalopsittaca amazonina velezi G. R. Graves & Restrepo, 1989

## Előfordulása
Az Andokban, Ecuador, Kolumbia és Venezuela területén honos. Természetes élőhelyei a szubtrópusi vagy trópusi hegyi esőerdők és magaslati cserjések. Állandó, nem vonuló faj.

## Megjelenése
Átlagos testhossza 23 centiméter.

## Természetvédelmi helyzete
Az elterjedési területe nem nagy, szétapródozott és csökken,  egyedszáma 2500-9999 példány közötti és szintén csökken. A Természetvédelmi Világszövetség Vörös listáján mérsékelten fenyegetett fajként szerepel.